# John Presper Eckert
John Adam Presper Eckert Jr (Filadélfia, 9 de abril de 1919 — Bryn Mawr, 3 de junho de 1995) foi um engenheiro elétrico norte-americano e pioneiro da computação. Ajudou a construir o primeiro computador eletrônico (ENIAC).

## Carreira
Com John Mauchly, ele projetou o primeiro computador digital eletrônico de uso geral (ENIAC), apresentou o primeiro curso em tópicos de computação (as Palestras da Escola Moore), fundou a Eckert–Mauchly Computer Corporation e projetou o primeiro computador comercial nos Estados Unidos, o UNIVAC, que incorporou a invenção de Eckert a Delay-line memory agora em desuso.

## Desenvolvimento do ENIAC
John Mauchly, então presidente do departamento de física do vizinho Ursinus College, era aluno do curso de verão de eletrônica e, no outono seguinte, conseguiu um cargo de professor na Moore School. A proposta de Mauchly de construir um computador digital eletrônico usando tubos de vácuo, muitas vezes mais rápido e preciso do que o analisador diferencial para calcular tabelas de balística para artilharia , despertou o interesse do contato do Exército da Escola Moore, tenente Herman Goldstine, e em 9 de abril de 1943, foi formalmente apresentado em uma reunião no Aberdeen Proving Ground ao diretor Coronel Leslie Simon , Oswald Veblen, e outros. Um contrato foi concedido para a construção da máquina de computação proposta pela Moore School, que seria chamada de ENIAC, e Eckert foi nomeado engenheiro-chefe do projeto. O ENIAC foi concluído no final de 1945 e foi apresentado ao público em fevereiro de 1946.